# Basic Black (programa de televisión)

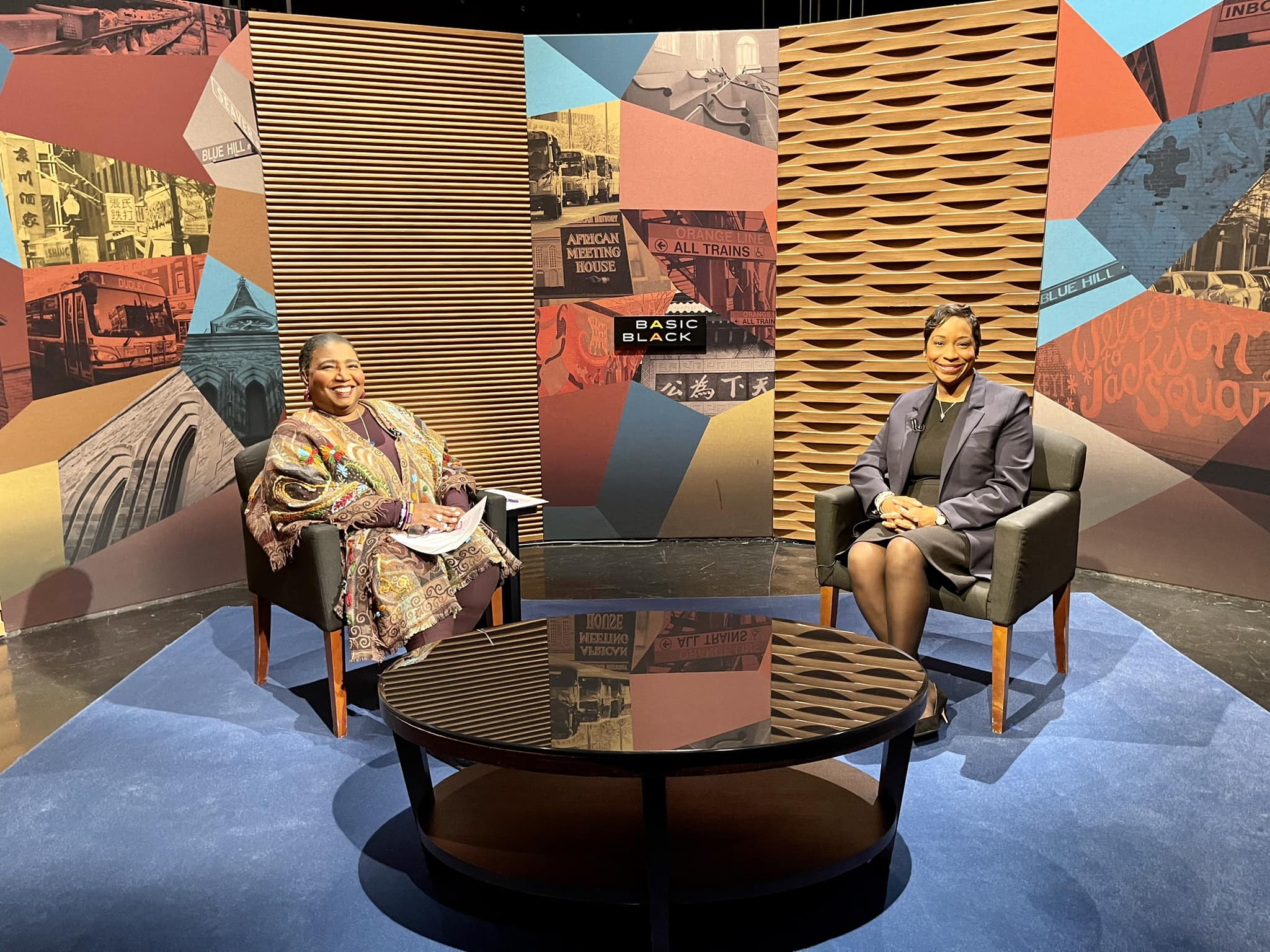
Imagen de uno de los shows del programa.

Basic Black es una serie de televisión semanal ganadora de un premio Emmy, emitida en WGBH en Boston. Originariamente conocido como Say Brother, el show fue creado en 1968 y quiere reflejar las inquietudes y la cultura de los afroamericanos a través de pequeños documentales, actuaciones y conversaciones individuales.
Say Brother y Basic Black juntos representan el programa de mayor trayectoria de WGBH producido por, para y sobre afroamericanos.